# Zlatko Saračević
Zlatan "Zlatko" Saračević (Banja Luka, 5 de julho de 1961 – Koprivnica, 21 de fevereiro de 2021) foi um handebolista croata, campeão olímpico em 1996.
Saračević conquistou o ouro no Campeonato Mundial de Handebol Masculino de 1986 e o bronze nos Jogos Olímpicos de 1988, ambos com a Iugoslávia. Pela Croácia, foi vice-campeão do mundo em 1995 e campeão olímpico em Atlanta em 1996.
Morreu em 21 de fevereiro de 2021, aos 59 anos de idade, em um hospital de Koprivnica.

## Títulos
Jogos Olímpicos
- Ouro: 1996
- Bronze: 1988